# Mount Melania
Mount Melania ist ein 330 m hoher und abgerundeter Hügel am nördlichen Ende von Black Island im antarktischen Ross-Archipel.
Erstmals bestiegen wurde er von vom britischen Geologen Hartley Ferrar (1879–1932) und dem australischen Physiker Louis Bernacchi (1876–1942) bei der Discovery-Expedition (1901–1904) unter der Leitung des britischen Polarforschers Robert Falcon Scott. Teilnehmer einer von 1958 bis 1959 dauernden Kampagne im Rahmen der New Zealand Geological Survey Antarctic Expedition nahmen die Benennung vor. Der Name des Hügels leitet sich vom griechischen μέλας (transkribiert mélas für „schwarz“) ab und stellt damit den Bezug zu Black Island her.